# Liste der Bischöfe von Växjö
Die folgenden Personen waren Bischöfe von Växjö (Schweden):

## Ordinarien

### Katholisch
1. Sigfridus um 1030
2. Balduinus 1170
3. Stenarus 1180–1192
4. Johannes Erengislonis 1193–1205
5. Gregorius 1221–1248
6. Forcondus 1257
7. Ascerus 1266–1287
8. Boetius Haetta 1288–1291
9. Magnus 1295–1320
10. Boetius 1320–1343
11. Thomas Johannis 1343–1365
12. Henricus Gödechini OFM 1376–1381
13. Peder Jensen Lodehat 1382–1386
14. Hemmingius Laurentii 1388–1406
15. Eskilus Torstani 1408–1426
16. Nicolaus Ragvaldi 1426–1438 (dann Erzbischof von Uppsala)
17. Laurentius Michaelis 1440–1465
18. Gudmundus Nicolai 1468–1474
19. Nicolaus Olavi 1475–1492
20. Ingmarus Petri 1494–1530

### Lutherisch
1. Jonas Boetii 1530–1542
2. Nicolas Canuti 1553–1576
3. Andreas Laurentii Björnram 1576–1583
4. Nicolaus Stephani 1583–1595
5. Petrus Jonae Angermannus 1595–1630
6. Nicolaus Krokius 1632–1646
7. Johannes Baazius der Ältere 1647–1649
8. Johannes Laurentii Stalenus 1649–1651
9. Zacharias Lundebergius 1651–1667
10. Johannes Rudbeckius der Jüngere 1667 (verstarb vor Amtsantritt)
11. Johannes Baazius der Jüngere 1667–1675
12. Jonas Johannis Scarinius 1675–1687
13. Canutus Hahn 1687
14. Samuel Wiraenius 1688–1703
15. Olaus (Erengislesson) Cavallius 1703–1708
16. Zacharias Esberg 1708
17. David Lund 1711–1729
18. Gustaf Adolf Humble 1730–1741
19. Erik Alstrin 1742–1748
20. Olof Osander 1749–1787
21. Olof Wallquist 1787–1800
22. Ludvig Mörner 1800–1823
23. Esaias Tegnér 1824–1846
24. Christoffer Isak Heurlin 1847–1860
25. Henrik Gustaf Hultman 1860–1879
26. Johan Andersson 1879–1894
27. Herman Lindström 1894–1916; in seiner Amtszeit stieß das bisherige Bistum Kalmar hinzu (1915)
28. Ludvig Lindberg 1917–1928
29. Edgar Reuterskiöld 1928–1932
30. Samuel Stadener 1933–1937
31. Yngve Torgny Brilioth 1938–1950
32. Elis Malmeström 1950–1962
33. David Lindquist 1962–1970
34. Olof Sundby 1970–1972
35. Sven Lindegård 1973–1991
36. Jan Arvid Hellström 1991–1994
37. Anders Wejryd 1995–2006
38. Sven Thidevall 2006–2010
39. Jan-Olof Johansson 2010–2015
40. Fredrik Modéus 2015–